# Katar-Rundfahrt 2016
Die 15. Katar-Rundfahrt 2016 fand vom 8. bis zum 12. Februar 2016 in Katar statt. Sie gehörte zur UCI Asia Tour 2016 und war dort in der Kategorie 2.HC eingestuft.

## Teilnehmende Mannschaften
| WorldTeams (8)- AG2R La Mondiale - Astana - BMC Racing Team - Dimension Data - Giant-Alpecin - Katusha - Lampre-Merida - Lotto NL-Jumbo Professional Continental Teams (9)- Bora-Argon 18 - CCC Sprandi Polkowice - Drapac - Fortuneo-Vital Concept - Roompot-Oranje Peloton - Stölting Service Group - Topsport Vlaanderen-Baloise - UnitedHealthcare - Wanty-Groupe Gobert Continental Team- Skydive Dubai-Al Ahli Club |
| |

## Etappen
| Etappe    | Datum    | Etappenorte                 | type             | Länge (km) | Etappensieger        | Gesamtführender      |
| --------- | -------- | --------------------------- | ---------------- | ---------- | -------------------- | -------------------- |
| 1. Etappe | 8. Feb.  | Dukhan – Al-Chaur           | Flachetappe      | 176        | Mark Cavendish       | Mark Cavendish       |
| 2. Etappe | 9. Feb.  | Doha – Doha                 | Flachetappe      | 135        | Alexander Kristoff   | Mark Cavendish       |
| 3. Etappe | 10. Feb. | Lusail – Lusail             | Einzelzeitfahren | 11         | Edvald Boasson Hagen | Edvald Boasson Hagen |
| 4. Etappe | 11. Feb. | az-Zubāra – Asch-Schamal    | Flachetappe      | 189        | Alexander Kristoff   | Mark Cavendish       |
| 5. Etappe | 12. Feb. | Sealine Beach Resort – Doha | Flachetappe      | 114        | Alexander Kristoff   | Mark Cavendish       |

## Wertungsübersicht
| Etappe         | Sieger               | Gesamtwertung        | Punktewertung      | Nachwuchswertung     | Teamwertung     |
| -------------- | -------------------- | -------------------- | ------------------ | -------------------- | --------------- |
| 1              | Mark Cavendish       | Mark Cavendish       | Mark Cavendish     | Søren Kragh Andersen | BMC Racing Team |
| 2              | Alexander Kristoff   | Mark Cavendish       | Mark Cavendish     | Sven Erik Bystrøm    | Team Katusha    |
| 3              | Edvald Boasson Hagen | Edvald Boasson Hagen | Mark Cavendish     | Søren Kragh Andersen | BMC Racing Team |
| 4              | Alexander Kristoff   | Mark Cavendish       | Alexander Kristoff | Søren Kragh Andersen | BMC Racing Team |
| 5              | Alexander Kristoff   | Mark Cavendish       | Alexander Kristoff | Søren Kragh Andersen | BMC Racing Team |
| Wertungssieger | Wertungssieger       | Mark Cavendish       | Alexander Kristoff | Søren Kragh Andersen | BMC Racing Team |